# بخش جکسون (شهرستان پیک وی، اوهایو)
بخش جکسون (به انگلیسی: Jackson Township) یک منطقهٔ مسکونی در ایالات متحده آمریکا است که در شهرستان پیکوای، اوهایو واقع شده‌است.
 بخش جکسون ۱۱۰٫۴ کیلومتر مربع مساحت و ۹۱۶ نفر جمعیت دارد و ۲۱۹ متر بالاتر از سطح دریا واقع شده‌است.